# Tumauini
Tumauini (Bayan ng Tumauini) är en kommun i Filippinerna. Kommunen ligger på ön Luzon, och tillhör provinsen Isabela. Folkmängden uppgår till 50 256 invånare.

## Barangayer
Tumauini är indelat i 46 barangayer.
| - Annafunan - Antagan I - Antagan II - Arcon - Balug - Banig - Bantug - Bayabo East - Caligayan - Camasi - Carpentero - Compania - Cumabao - Fugu Abajo - Fugu Norte - Fugu Sur | - Fermeldy - Lalauanan - Lanna - Lapogan - Lingaling - Liwanag - Santa Visitacion (Maggayu) - Malamag East - Malamag West - Maligaya - Minanga - Namnama - Paragu - Pilitan - Barangay District 1 (Pob.) | - Barangay District 2 (Pob.) - Barangay District 3 (Pob.) - Barangay District 4 (Pob.) - San Mateo - San Pedro - San Vicente - Santa - Santa Catalina - Santo Niño - Sinippil - Sisim Abajo - Sisim Alto - Tunggui - Ugad - Moldero |